# Moselle Amnéville Hockey Club
Pour les articles homonymes, voir Moselle.
Le Moselle Amnéville Hockey Club est le nom officiel des Red Dogs d’Amnéville, club de hockey sur glace basé à Amnéville en Moselle. Jusqu'en 2009, le MAHC était le seul club de hockey sur glace de son département depuis sa fusion avec le HC Metz en 2002. Le club se retrouve depuis l'été 2024 sans équipe sénior à la suite d'un dépôt de bilan.

## Historique
Le Moselle Amnéville Hockey Club (MAHC), fondé en 1961 sous l’impulsion de passionnés locaux peu après la construction de la patinoire d’Amnéville, contribue directement au développement du hockey sur glace en Moselle et dans l'Est de la France à l'époque.
Le club s’est forgé au fil des décennies une réputation de sérieux compétiteur, attirant des joueurs talentueux et développant un vivier de jeunes talents locaux. Le MAHC a non seulement formé de nombreux joueurs, mais a su créer un véritable esprit de communauté autour du hockey sur glace.
Le 20 juin 2024, l'ancien président du club, Patrick Partouche, annonce officiellement le dépôt de bilan de l'équipe sénior du club. Un projet de fusion entre le MAHC et le Metz Hockey Club fut sur la table avant cette décision mais n'aura finalement jamais vu le jour.

## Palmarès
- Champion de France de Nationale C 1988-1989
- Vice-Champion de France de Junior Excellence 2007-2008
- Vice-Champion de France de Division 2 2011-2012

### Résultats saison par saison
| Saison    | Division   | Classement         | Note                   |
| --------- | ---------- | ------------------ | ---------------------- |
| 1987-1988 | Division 3 | 5e                 | Maintien en Division 3 |
| 1988-1989 | Division 3 | Champion           | Montée en Division 2   |
| 1989-1990 | Division 2 | 10e                | Maintien en Division 2 |
| 1990-1991 | Division 2 | 7e                 | Maintien en Division 2 |
| 1991-1992 | Division 2 | 7e                 | Maintien en Division 2 |
| 1992-1993 | Division 2 | 11e                | Maintien en Division 2 |
| 1993-1994 | Division 2 | 20e                | Maintien en Division 2 |
| 1994-1995 | Division 2 | 9e                 | Maintien en Division 2 |
| 1995-1996 | Division 2 | 9e                 | Maintien en Division 2 |
| 1996-1997 | Division 2 | 6e                 | Maintien en Division 2 |
| 1997-1998 | Division 2 | 4e                 | Maintien en Division 2 |
| 1998-1999 | Division 2 | 3e                 | Maintien en Division 2 |
| 1999-2000 | Division 2 | 8e                 | Maintien en Division 2 |
| 2000-2001 | Division 2 | 3e                 | Maintien en Division 2 |
| 2001-2002 | Division 2 | 13e                | Montée en Division 1   |
| 2002-2003 | Division 1 | 12e                | Maintien en Division 1 |
| 2003-2004 | Division 1 | 8e                 | Maintien en Division 1 |
| 2004-2005 | Division 1 | 12e                | Maintien en Division 1 |
| 2005-2006 | Division 1 | 10e                | Maintien en Division 1 |
| 2007-2008 | Division 1 | 7e                 | Maintien en Division 1 |
| 2008-2009 | Division 1 | 12e                | Maintien en Division 1 |
| 2009-2010 | Division 1 | 14e                | Descente en Division 2 |
| 2010-2011 | Division 2 | 5e                 | Maintien en Division 2 |
| 2011-2012 | Division 2 | Vice Champion      | Montée en Division 1   |
| 2012-2013 | Division 1 | 14e                | Descente en Division 2 |
| 2013-2014 | Division 2 | 11e                | Maintien en Division 2 |
| 2014-2015 | Division 2 | 6e                 | Maintien en Division 2 |
| 2015-2016 | Division 2 | 6e                 | Maintien en Division 2 |
| 2016-2017 | Division 2 | 4e                 | Maintien en Division 2 |
| 2017-2018 | Division 2 | 3e                 | Maintien en Division 2 |
| 2018-2019 | Division 2 | 2e                 | Maintien en Division 2 |
| 2019-2020 | Division 2 | 5e                 | Maintien en Division 2 |
| 2020-2021 | Division 2 | Championnat arrêté | Maintien en Division 2 |
| 2021-2022 | Division 2 | 7e                 | Maintien en Division 2 |
| 2022-2023 | Division 2 | 7e                 | Maintien en Division 2 |
| 2023-2024 | Division 2 | 5e                 | Dépôt de bilan         |

## Identité du club

### Logos

Ancien logo
Logo entre 2012 et 2018
Variante du logo
Nouveau logo depuis 2018

## Personnalités

### Meilleur pointeur par saison
- 1989-1990 :  Gilles Provost 77pts (41 buts, 36 assistances) en 24 matchs.
- 1990-1991 :  Richard Paradis 68pts (41 buts, 27 assistances) en 25 matchs.
- 1991-1992 :  Richard Paradis 44pts (24 buts, 20 assistances) en 18 matchs.
- 1992-1993 :  Vladimir Kouznetsov 47pts (25 buts, 22 assistances) en 14 matchs.
- 1993-1994 :  Vladimir Kouznetsov 70pts (39 buts, 31 assistances) en 24 matchs.
- 1994-1995 :  Vladimir Kouznetsov 62 pts (28 buts, 34 assistances) en 23 matchs.
- 1995-1996 :  Vadim Karpov 57pts (38 buts, 19 assistances) en 22 matchs.
- 1996-1997 :  Vadim Karpov 75pts (46 buts, 29 assistances) en 26 matchs.
- 1997-1998 : inconnu
- 1998-1999 :  Vadim Karpov 107pts (65 buts, 42 assistances) en XX matchs.
- 1999-2000 : inconnu
- 2000-2001 : inconnu
- 2001-2002 : inconnu
- 2002-2003 : inconnu
- 2003-2004 :  Ján Timko 47 pts (17 buts, 30 assistances) en 28 matchs.
- 2004-2005 :  Youri Essipov 32 pts (17 buts, 15 assistances) en 27 matchs.
- 2005-2006 :  Vadim Karpov 38 pts (17 buts, 21 assistances) en 27 matchs.
- 2006-2007 :  Ľubomír Baranok 41 pts (22 buts, 19 assistances) en 26 matchs.
- 2007-2008 :  William Mouly 39 pts (28 buts, 11 assistances) en 25 matchs.
- 2008-2009 :  Jan Řehoř 39 pts (20 buts, 19 assistances) en 26 matchs.
- 2009-2010 :  Miroslav Fišer 52 pts (27 buts, 25 assistances) en 24 matchs.
- 2010-2011 :  Lukáš Hanzal 36 pts (25 buts, 11 assistances) en 20 matchs.
- 2011-2012 :  Adrien Maurer 21 pts (12 buts, 9 assistances) en 18 matchs.
- 2012-2013 :  Štefan Klimek 25 pts (10 buts, 15 assistances) en 26 matchs.

## Liens avec d'autres clubs
Afin de régler des soucis d'effectifs dans certaines catégories, les deux clubs s'associent depuis plusieurs années afin de permettre l'engagement en championnat d'équipes de jeunes constituées de joueurs venant des deux clubs. À l'été 2014 et à la suite de l'arrêt de l'engagement d'une équipe en Division 3 à Épinal, cet accord évolue et des joueurs spinaliens vont renforcer l'équipe senior amnévilloise évoluant en Division 2.